# Batura Muztagh
Das Batura Muztagh ist der westlichste Gebirgszug des Karakorum-Gebirges. 
Es liegt im Sonderterritorium Gilgit-Baltistan in Pakistan. Das Batura Muztagh ist der einzige Teil der Karakorum-Hauptkette, der westlich des Hunza-Tals liegt. Zentral in der Gebirgsgruppe verläuft der Baturagletscher. Südlich davon erhebt sich die so genannte „Batura-Mauer“, ein etwa 40 km langer Gebirgsgrat mit den bedeutendsten Gipfeln des Batura Muztagh.
Die höchste Erhebung ist der Batura Sar oder auch Batura I mit 7795 m. Dieser wurde am 30. Juni 1976 durch die Deutschen H. Bleicher und H. Oberhofer erstmals bestiegen.

## Ausgewählte Gipfel
| Gipfel                       | Höhe (m) | Erst- besteigung | Besteigungs- versuche† |
| ---------------------------- | -------- | ---------------- | ---------------------- |
| Batura Sar                   | 7.795    | 1976             | 4 (6)                  |
| Shispare                     | 7.611    | 1974             | 3 (1)                  |
| Pasu Sar                     | 7.476    | 1994             | 1(0)                   |
| Ultar Sar                    | 7.388    | 1996             | 2 (5)                  |
| Sangemarmar Sar              | 7.000    | 1984             | 1 (3)                  |
| Bublimotin (Ladyfinger Peak) | 6.000    | 1982             | 2 (5)                  |

†:Zahlen in Klammern geben abweichende Angaben an.
Weitere nennenswerte Berge sind Kuk Sar, Kampire Dior, Koz Sar, Sani Pakush, Bojohagur Duanasir und Hachindar Chhish.

## Satellitenbild

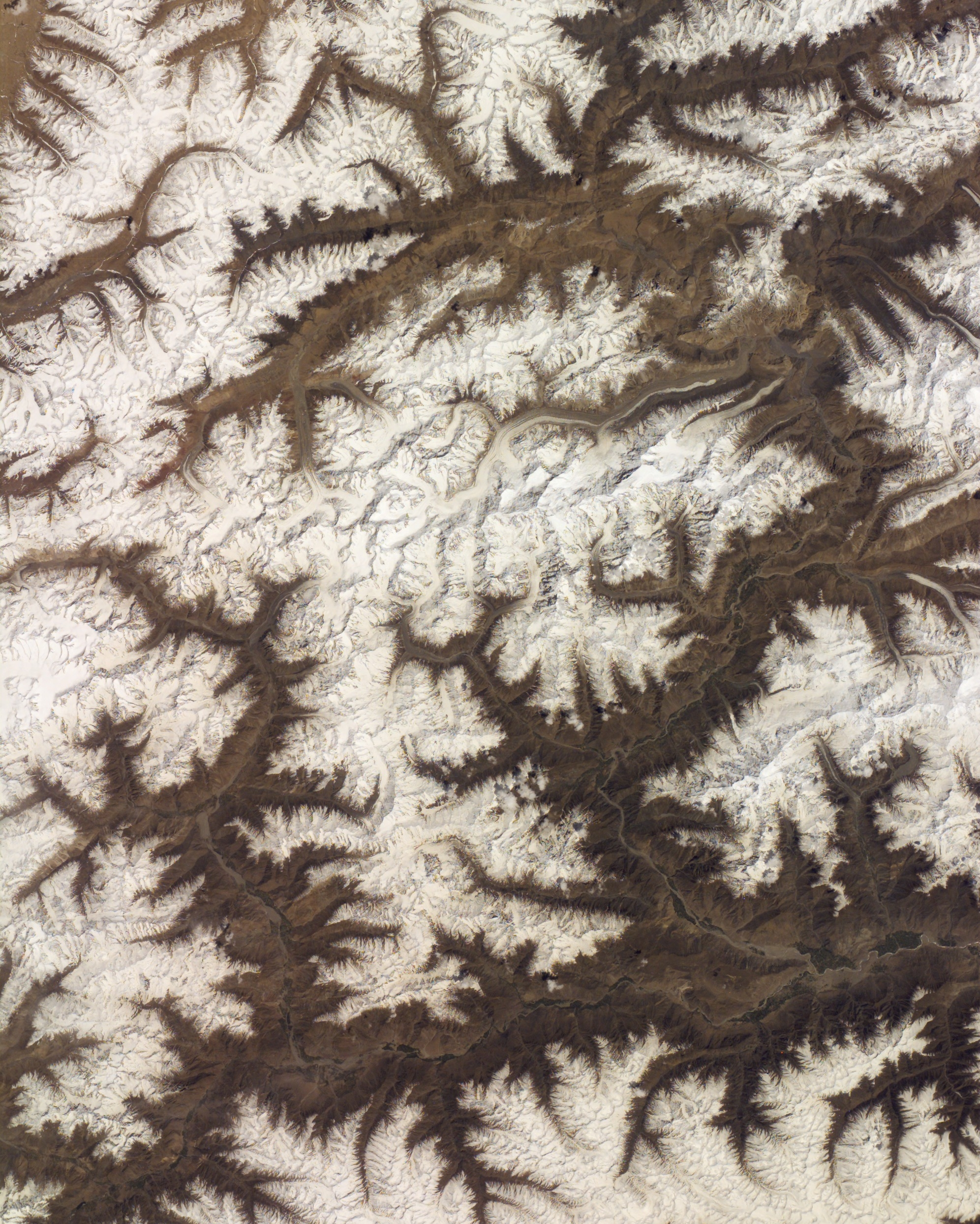
Das Batura Muztagh aus dem Weltraum